# Estació de treball d'àudio digital
Una estació de treball d'àudio digital (EAD) o DAW (sigles en anglès de digital audio workstation), és un programari que permet crear música sobre la base d'àudio o a sons MIDI, i que poden inserir-se des de mitjans externs (en el cas d'àudio pot ser un micròfon o algun instrument musical; en el cas de MIDI pot ser un teclat, un sintetitzador, o qualsevol instrument que permeti la connexió MIDI), que després són reproduïts, barrejats o editats, per a la seva posterior exportació. Alguns exemples són: Logic Pro d’Apple, Adobe Audition, Samplitude, Cubase, Pro Tools, Ardour, Cakewalk Sonar, FL Studio, LMMS, DSP-Quattro, etc. La majoria d'ells posseeixen característiques similars, com: utilització de plug-ins VST i exportació a formats d'àudio com MP3 o WAV.

## Història
Els primers DAW es van concebre a finals de la dècada de 1970 i principis de la de 1980. Soundstream va desenvolupar la primera gravadora digital el 1977 i va desenvolupar el que es considera el primer DAW. Constava d'un petit ordinador DEC PDP-11/60 amb un paquet de programari personalitzat anomenat DAP (Digital Audio Processor), un disc dur intern Braegen de 14", un oscil·loscopi de memòria per veure formes d'ona d'àudio editades i un connector Unibus PDP-11 connectat (Interfície d'àudio digital o DAI) proporciona entrada i sortida d'àudio analògic i digital per a la connexió a gravadores digitals Soundstream i gravadores de cinta analògiques tradicionals El programari DAP us permet editar l'àudio gravat al disc dur del sistema i realitzar efectes creuats simples, com l'aparició i la desaparició gradual. Acoblar la microordinador, la unitat de disc, el monitor de vídeo i el programari per executar-los va ser la part simple.
En realitat el major problema durant aquells anys va ser trobar emmagatzematge econòmic i processament prou ràpid i velocitat de disc per executar un DAW comercialment viable. Això es va anar solucionant a mesura que, durant la dècada del 1980, es produïa un creixement d’ordinadors domèstics per part d’empreses com ara Apple, Atari i Commodore Amiga que afavoria l’avenç respecte la grandària i la velocitat.
Macromedia i Digidesign van començar a presentar programmes d’edició d'àudio i masterització de dues pistes de CD. No va ser fins als 90 que es van començar a programmar editors d’àudio de quatre pistes i van entrar en escena ProTools, Cubase i els primers DAW de windows. Concretament, en el següent ordre: el 1991 Digidesign va introduir el seu software ProTools i, generalment, tots els altres DAW disponibles estaven basats en Apple Mac; el 1992 van començar a aparèixer els primers DAW per a Windows des d’empreses com ara Quality Software, Soundscape Digital Technology, SADiE, Echo Digital Audio i Spectral Synthesis; també el 1992, amb el llançament de la targeta de so AD516, van començar a desenvolupar-se editors d’àudio de quatre pistes. Alhora també es podia integrar directamnet un software MIDI. El 1993 Steinberg va presentar Cubase Audio en Atari Falcon 030 amb efectes integrats de DSP. Aquest mateix any es va desenvolupar el primer producte software basat en Windows, Samplitude. Finalment, el 1996 ja es podia editar fins a trenta-dos pistes d’àudio. Aquest sistema de gravació digital es va convertir en l’estàndard de la indústria musical.

## Principals programes EAD

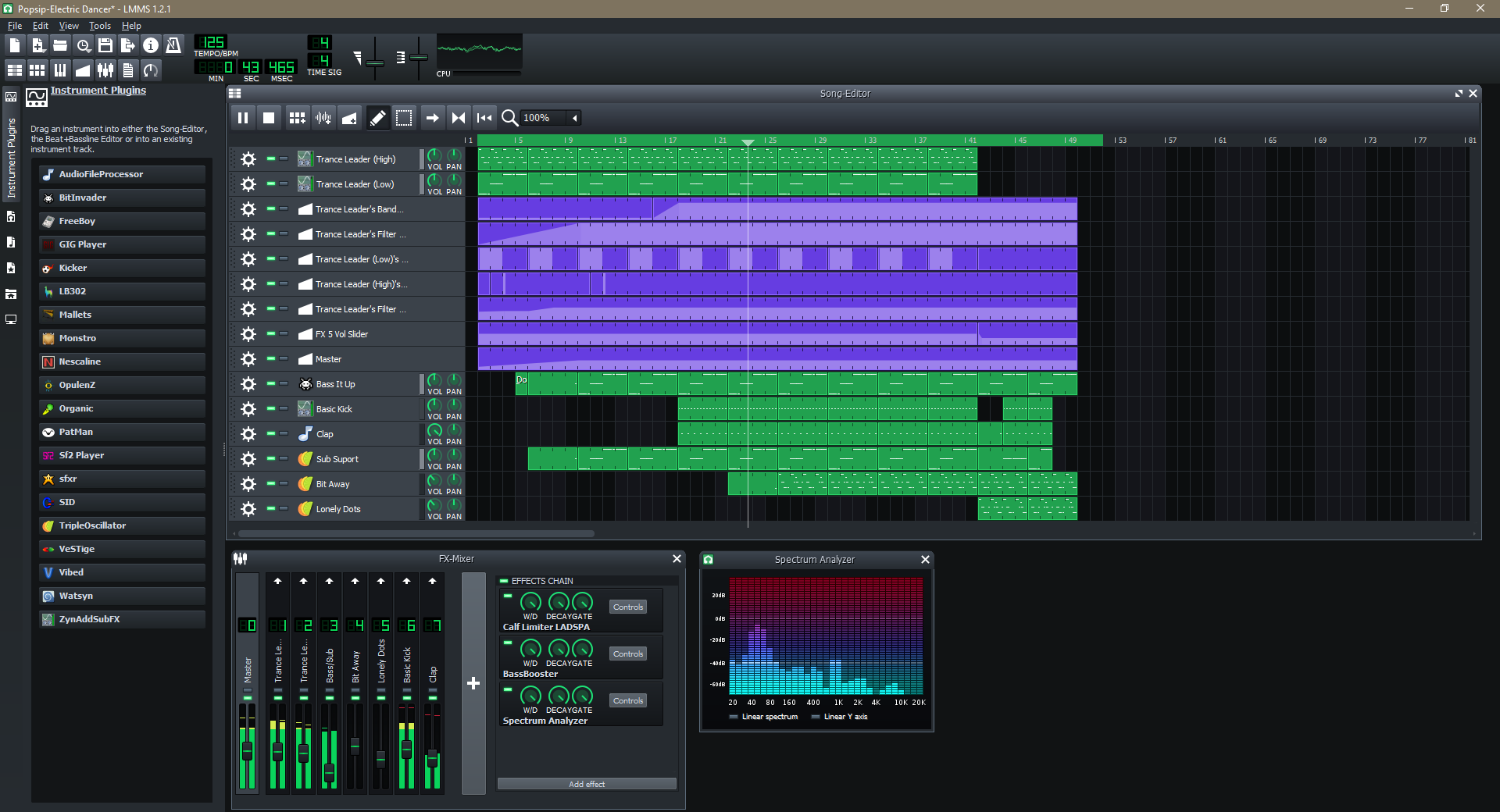
Demo d'editor d'àudio digital LMMS 1.2.1

Comercials
- Digital Performer
- Pro Tools
- Adobe Audition
- Cakewalk SONAR
- Cubase
- Ableton Live
- FL Studio
- GarageBand
- Acoustica Mixcraft pro Studio 8

| - Logic Pro - MIXTURE - Music Maker - Steinberg Nuendo - ORION - REAPER - Reason - Renoise | - MAGIX Samplitude - Sequel (software) - MAGIX Sequoia - Singer Song Writer - Sound Forge - PreSonus Studio One - Tracktion - Zynewave Podium |

Comercials discontinuats
- Logic Express
- Record
- SOL
- Studio Vision

De codi obert
- Ardour
- Audacity
- LMMS
- MusE
- Music Studio
- Non Sequencer
- Open Octove
- PyDAW
- Qtractor
- Rosegarden
- Traverso DAW
- Waveform